# Hélène Dutrieu

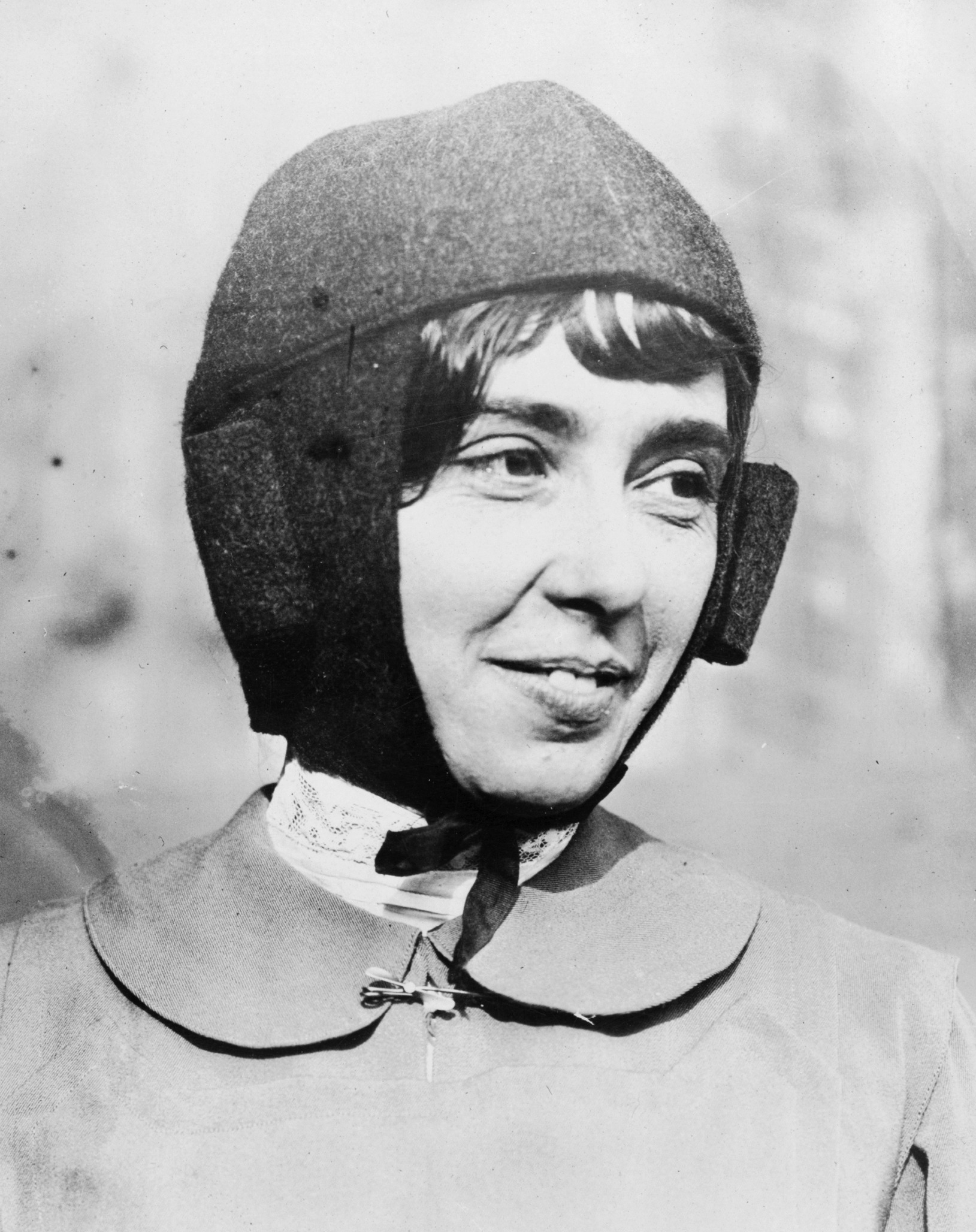
Hélène Dutrieu

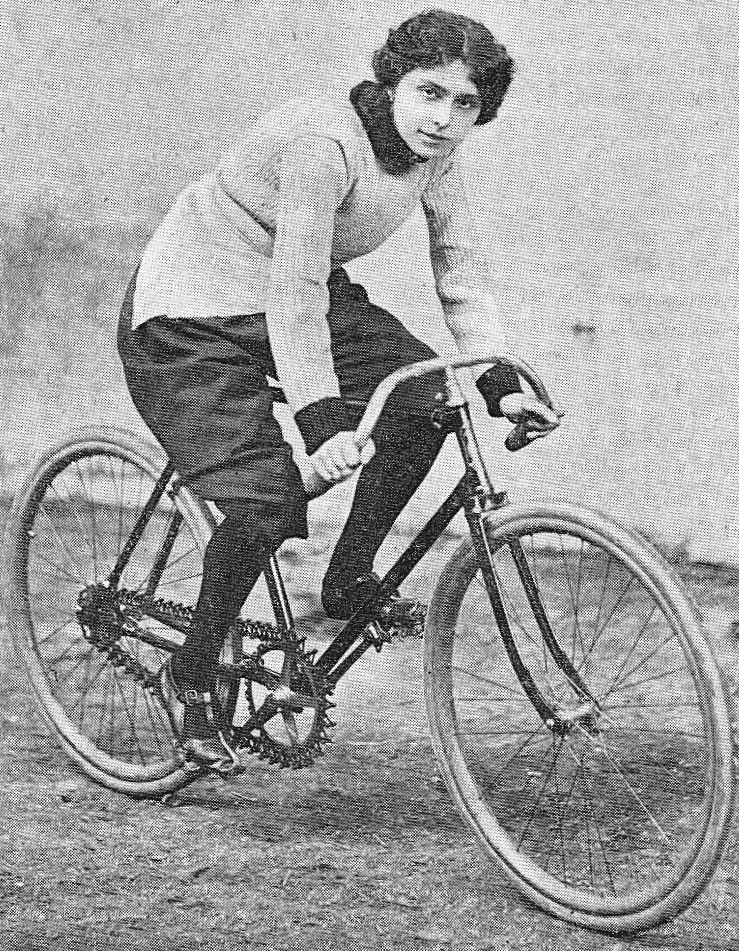
Dutrieu als Radrennfahrerin

Hélène Dutrieu (* 10. Juli 1877 in Tournai, Belgien; † 27. Juni 1961 in Paris), genannt Das Falkenmädchen, war eine belgische Radsportlerin, Pilotin und Pionierin der Luftfahrt.

## Leben

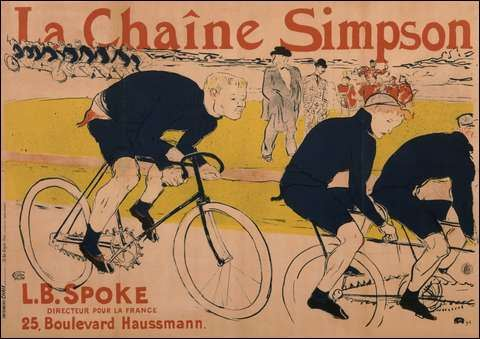
Werbeplakat der Firma Simpson Lever, mit Hélène Dutrieu an zweiter Position

Hélène Dutrieu war die Tochter eines belgischen Armeeoffiziers. Im Alter von 14 Jahren verließ sie die Schule, um ihren Lebensunterhalt zu verdienen. Ihre sportliche Karriere begann sie zunächst als Profi-Radrennfahrerin für das Simpson Lever Chain Team. Als Mitglied dieses Teams wurde sie von Henri de Toulouse-Lautrec  vermutlich auf einem Werbeplakat des Unternehmens abgebildet. Auch ihr Bruder Eugène war von 1894 bis 1901 als Profi-Radrennfahrer aktiv.
1895 stellte Hélène Dutrieu den Stundenweltrekord für Frauen (hinter Schrittmacher) auf. 1895, 1897 und 1898 wurde sie jeweils im belgischen Ostende (inoffizielle) Weltmeisterin im Sprint, 1895 als erste Frau überhaupt. 1898 gewann sie den Grand Prix d’Europe und ein Zwölf-Tage-Rennen (1896 oder 1898). Vom belgischen König Leopold II. wurde sie mit einem hohen Orden ausgezeichnet. Ebenfalls 1898 beendete sie ihre Laufbahn als Radrennfahrerin.
Berühmt wurde Dutrieu 1903 mit ihrer Zirkus- und Varieténummer „Der menschliche Pfeil“, einer Radsensationsnummer, die mehrere Meter freien Fluges beinhaltete. Ihre Konkurrentin war die französische Sensationsartistin Mauricia de Thiers, die zur selben Zeit mit ihrer „Autobolide“ große Erfolge feierte. Die erfolgreiche Artistin Dutrieu bleibt aber auch ihrer Leidenschaft fürs Theater treu und arbeitet als Schauspielerin. Dabei erkennt die Belgierin in ihrer artistischen Arbeit und der der Schauspielerin durchaus Parallelen. Dass die Inszenierung der Sensationsnummern in Zirkus oder Varieté dramatisch ist und eine große Emotionalisierung des Publikums erreicht, bestätigt die Schilderung eines Zeitzeugen:
Erinnern Sie sich noch an den ‚menschlichen Pfeil‘, diesen Schauder, die Angst, dieses Grauen, diese Raserei? Eine unterbrochene Spur, das sich unterbrechende Orchester, der unermeßliche Sprung ins Leere – und das entfesselte Publikum, die freigelegten Nerven, schreiend, brüllend, jubelnd, während auf der anderen Seite (…), die Wangen etwas blass, doch mit unbewegter Stirn, eine winzige Ephebe winkte und lächelte.
Bald entdeckte Hélène Dutrieu ihre Liebe zur Fliegerei. 1908 flog sie zum ersten Mal (ohne Flugstunden) eine Santos-Dumont vom Typ Demoiselle – und machte eine Bruchlandung. Anschließend beschloss sie, das Fliegen richtig zu lernen und kurz nach Raymonde de Laroche in Frankreich erwarb sie 1910 den Pilotenschein des Aéro Club de Belgique. Im September desselben Jahres erregte sie durch einen Nonstop-Flug über 45 km von Ostende nach Brügge die Aufmerksamkeit des Publikums.
Bei einem Wettflug 1911 in Florenz gewann sie – als einzige weibliche Teilnehmerin des Rennens – den begehrten Pokal des italienischen Königs. Im Herbst dieses Jahres nahm sie am Nassau-Boulevard Flugtag in den USA teil, wo sie im Dauer-Wettflug einen Preis gewann. Am 31. Dezember stellte sie in 2 Stunden 58 Minuten einen neuen Streckenweltrekord für Frauen auf (254 km). In den Jahren 1910 und 1911 gewann sie außerdem den Coupe Femina.
Für ihre fliegerischen Leistungen wurde sie 1913 zum Ritter der französischen Ehrenlegion ernannt.
Als eine der wenigen Frauen war Hélène Dutrieu im Ersten Weltkrieg im Einsatz: Sie war Mitglied der Pariser Luftwache, die die Hauptstadt vor Angriffen deutscher Flugzeuge und Militärluftschiffe schützen sollte.
Nach dem Krieg wurde sie Ambulanzfahrerin. 1922 heiratete sie einen Franzosen und nahm die französische Staatsbürgerschaft an. Im Zweiten Weltkrieg leitete sie ein Militärhospital.

## Fliegerische Leistungen
- Erste belgische Pilotin

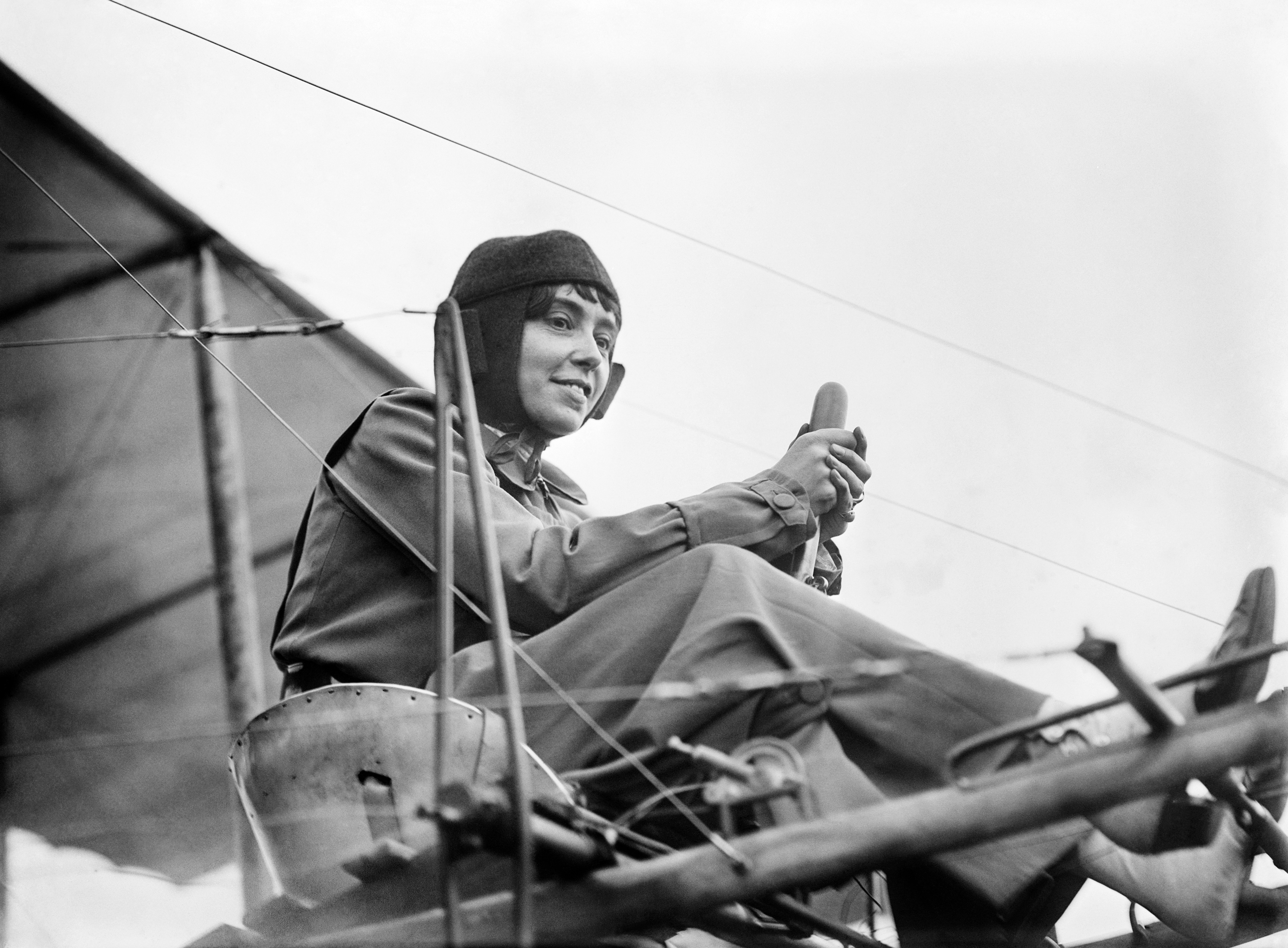
Hélène Dutrieu (ca. 1911)

- 19. April 1910: Erste Frau der Welt, die einen Passagier flog
- 1910: Weltrekord im Langstreckenflug mit einem Passagier (45 km in 40 Minuten)
- 1911: Erste Frau, die über eine Stunde in der Luft blieb (1 Std. 11 Min.) (sie überbot diesen Rekord kurz darauf selbst wieder mit 2 Std. 45 Min.)
- 1910–11: Diverse Etappensiege im Coupe Femina (den Coupe gewann Marie Marvingt)
- 1914–18: Erste Frau in der Pariser Luftwache